# オスカー・マイヤー
オスカー・マイヤー(Oscar Mayer)は、アメリカ合衆国の食肉やランチョンミート、ホットドッグ、ベーコン、ハムなどの加工製造会社である。クラフト・ハインツの子会社であり、イリノイ州シカゴに本社を置く。

## 歴史
創業者のオスカー・F・マイヤー（1859年 - 1955年）は、ドイツのケージンゲン（現在はネーレスハイム市の一部）で生まれた。14歳のときにアメリカに渡ってミシガン州デトロイトの食肉市場で働き始め、その後イリノイ州シカゴに移った。1883年、マイヤーは弟のゴットフリートと共に、シカゴの北にあるコリング食肉市場で店を借り、ドイツのソーセージであるブラートヴルスト、レバーヴルスト、ヴァイスヴルストを販売した。これらは、一帯に住むドイツ系住民の間で人気となった。
マイヤー兄弟は店舗を増やし、1893年のシカゴ万国博覧会などの地元のイベントのスポンサーとなった。1900年までに、43人の従業員を雇い、シカゴ全域で配達サービスを開始した。1904年、その人気から「オスカー・マイヤー」をブランド化し、ここから、これが業界全体のトレンドとなった。初期の主力商品はオールドワールド・ソーセージとウェストファリア・ハムで、その後、ベーコンやウインナーが主力となった。1906年、オスカー・マイヤー社は、同年に制定された連邦食肉検査法に基づく検査制度に最初に参加した。1919年、ウィスコンシン州マディソンに食肉加工工場を建設した。1957年にはマディソンに本社を移転した。
同社は1世紀近くにわたってマイヤー兄弟の子孫による同族経営を続けていたが、1981年、株主はゼネラルフーヅへの売却を選択した。ゼネラルフーヅは1989年にクラフトフーヅと合併し、クラフトフーヅは2012年に食品事業と製菓事業の会社に分割され、食品事業の会社は2015年にハインツとの経営統合によりクラフト・ハインツとなった。
2015年11月4日、クラフト・ハインツ社は、オスカー・マイヤーの本社と工場をマディソンからシカゴに移転すると発表した。2017年には工場が統廃合され、カリフォルニア州フラートン、カリフォルニア州サンレアンドロ、メリーランド州フェデラルバーグ、オンタリオ州セントマリーズ、ニューヨーク州キャンベル、ペンシルベニア州リーハイ・バレー、ウィスコンシン州マディソンの7つの工場が閉鎖された。
かつては、プリマハムと提携していた。

## 宣伝

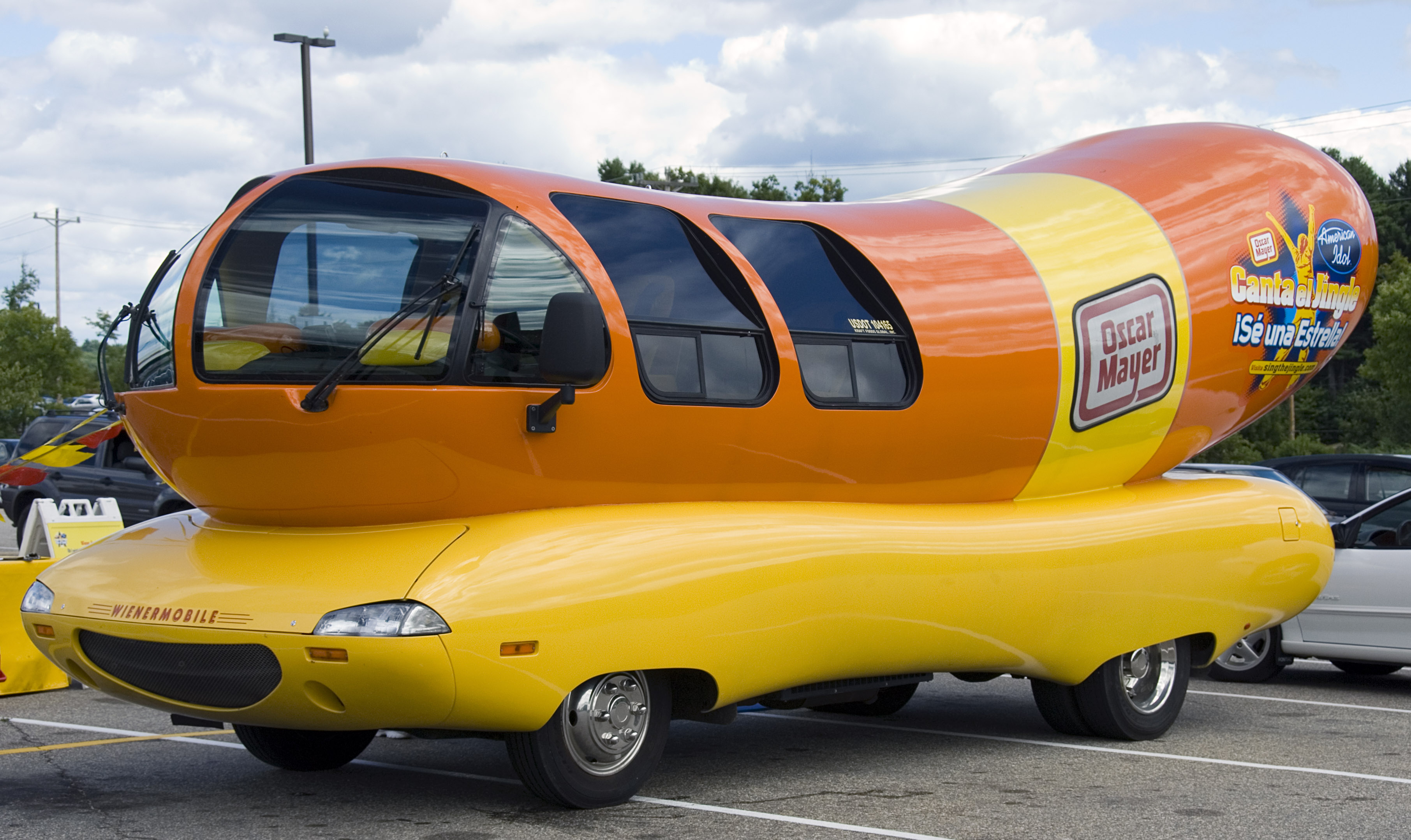
ウィンナーモービル

オスカー・マイヤー社は1963年から、特に子供向けのテレビコマーシャルを放映している。1973年から放映された、4歳のアンディ・ラムロス(Andy Lambros)が出演するコマーシャルは、アメリカで最も長く放映されたコマーシャルの一つである。
また、オスカー・マイヤー社は、全米を巡回するウィンナーモービル(Wienermobile)による宣伝でも知られている。初代のウィンナーモービルは1936年に作られた。